# Taramosalata
Taramosalata alternativt taramasalata (fiskromsallad) är en grekisk och turkisk meze gjord på tarama, saltad och torkad fiskrom ursprungligen från karp men allt oftare från torsk. Rommen blandas med potatis eller brödsmulor, olivolja samt citronsaft. Färgen varierar beroende på vilken rom man använder.
Såsen äts ofta som förrätt tillsammans med bröd.